# Mary Burns
Mary Burns (29 de setembre de 1821 - 7 de gener de 1863) va ser una treballadora irlandesa i companya sentimental del filòsof Friedrich Engels.

## Biografia
Mary Burns va viure a la ciutat de Salford, al Gran Manchester. Era filla de Mary Conroy i de Michael Burns, obrer en un molí de cotó. La família migrant irlandesa va viure a la carretera de Deansgate. Mary tenia una germana més jove de nom Lydia (1827-1878), a qui anomenaven Lizzie, així com una neboda de nom Mary Ellen Burns (nascuda el 1859), coneguda amb el sobrenom de Pumps.
Va conèixer Engels a principis de la dècada del 1840, guiant-lo i mostrant-li les condicions paupèrrimes de vida de la classe obrera a Anglaterra. La relació va durar fins a la sobtada mort de Burns a l'edat de 41 anys. Tot i que el costum de l'època era contraure matrimoni, tots dos s'oposaven políticament a la institució burgesa del matrimoni i mai no es van casar. Després de la seva mort, Engels i Lizzie Burns van establir una relació sentimental i es van casar l'11 de setembre de 1878, en el llit de mort de Lizzie.
Les úniques referències sobre Mary Burns que han sobreviscut són una carta de Karl Marx a Engels on escriu que «tenia molt bon humor» i era «enginyosa», i l'altra referència es troba en una carta d'Eleanor Marx on expressa que «era molt bella, enginyosa i una noia encantadora, encara que potser en els últims anys bevia massa».